# 中国光学工程学会
中国光学工程学会是中华人民共和国光学工程科技工作者组成的群众性学术团体，是中国科学技术协会主管的社会团体，2014年在北京市成立。